# 对朝鲜的制裁
朝鲜民主主义人民共和国被许多国家和国际机构施加经济制裁。目前的制裁主要在2006年该国首次核試驗後开始實施，主要涉及朝鮮的核武器計劃，

## 联合国安全理事会的制裁

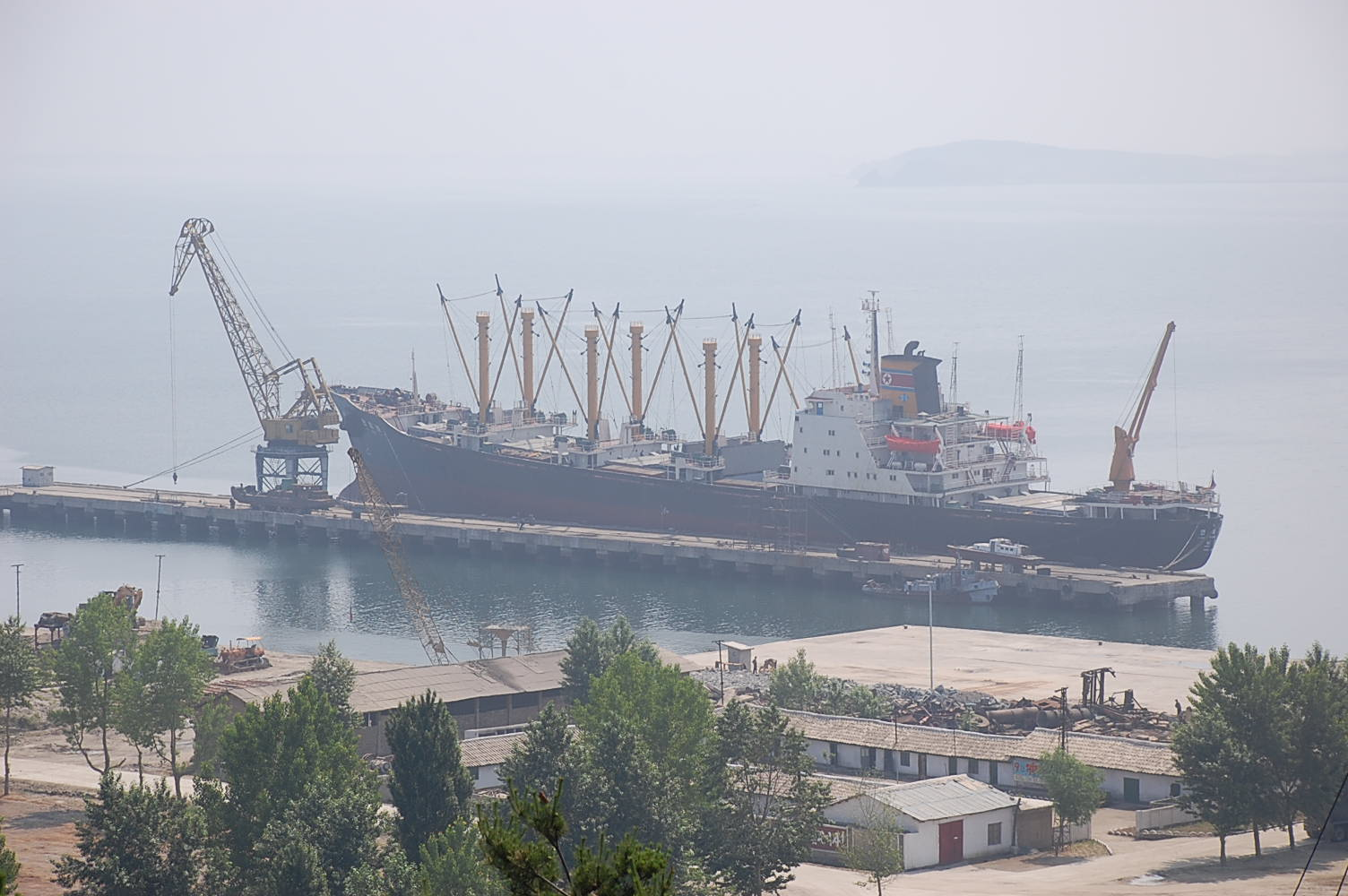
南浦碼頭的一艘朝鮮貨船

自2006年朝鮮首次進行核試驗以來，聯合國安理會已通過多項对朝鲜的制裁決議。
2006年的第1718號決議要求朝鮮停止核試驗，並禁止向朝鮮出口部分軍需物品和奢侈品。在专家小组的支持下，制裁朝鲜委员会成立。
2009年朝鲜进行第二次核試驗後通過的第1874號決議擴大了武器禁運。鼓勵成員國檢查船舶並銷毀涉嫌與核武器計劃有關的任何貨物。
第2087號決議於朝鲜發射衛星後於2013年1月通過，加強了先前的制裁，明確了各个联合国会员国有權扣留和銷毀用於軍事研究和發展的朝鮮貨物。
朝鲜第三次核試驗後，安理会于2013年3月通過了第2094號決議。它对朝鲜的貨幣流转實施制裁，並旨在將朝鮮驱逐出國際金融體系。
2016年3月第四次核試驗後通過的第2270號決議進一步加強了制裁。决议禁止朝鲜出口黃金、釩、鈦和稀土金屬。煤炭和鐵的出口也被禁止，純粹用於“生計目的”的交易被豁免。
2016年11月通過的第2321號決議限制了朝鮮的煤炭出口，並禁止銅、鎳、鋅和銀的出口。2017年2月，聯合國專家小組表示，193個成員國中有116個國家尚未提交關於這些制裁實施情況的報告，儘管中國已經達成了。同樣在2017年2月，中國宣布將在今年餘下時間禁止所有煤炭進口。
2017年8月通過的第2371號決議禁止所有煤炭、鐵、鉛和海鮮的出口。該決議還對朝鮮外貿銀行施加了新的制裁，並禁止在外國工作的朝鮮人继续增加。
2017年9月11日通過的第2375號決議，决定限制朝鮮原油和成品油的進口，禁止合資企業、紡織品出口、天然氣凝析油和液體的進口，並禁止朝鮮國民在其他國家的海外工作。

## 中华人民共和国施加的制裁
中華人民共和國商務部根據聯合國的制裁措施决定禁止出口部分石油產品以及從朝鮮進口紡織品。

## 美国的制裁
從1950年到2008年，美國根据對敵貿易法對朝鮮予以贸易禁运。即使在之后，與IEEPA相關的一些限制仍然有效。
在2016年2月，时任美国总统贝拉克·奥巴马頒布了“2016年加强制裁朝鲜及政策法案”（H.R. 757美國聯邦公法第114–122號），其在参众两院获得压倒性的支持。
2017年7月，在美国游客奥托·瓦姆比尔被迫害致死後，美國政府從9月1日起禁止美國公民使用美國護照訪問朝鮮。
2017年8月，制定了《美国敌对国家制裁法案》。
2017年9月21日，唐納·川普总统签署第13810號行政命令，允許美國從其金融體系中減少和/或凍結與朝鮮進行商品、服務或技術貿易的任何公司，企業，組織和個人的資產。進入朝鮮的任何飛機或船隻也被禁止在180天内进入美国。與朝鮮船舶進行船舶轉運的船舶也受到同樣的限制。財政部長史蒂芬·梅努欽表示：“外國金融機構現在已經註意到，他們可以選擇與美國或朝鮮做生意，但不能兩者兼得。”白宫發表聲明說：“外國金融機構必須在與美國做生意或与朝鲜或其支持者做生意之間做出選擇。”2017年9月25日，美國宣布禁止朝鮮國民入境美国。
在韩国的渔船被朝鲜劫持后，美國財政部於2017年10月26日下令處罰朝鲜“公然”的法外滥权行为，包括處決、酷刑和強迫勞動。制裁影響到七個人和三個朝鮮實體。
2023年11月30日，外国资产控制办公室宣布对8名朝鲜个人及朝鲜境内的1个实体实施制裁。

## 韩国的制裁
韩国在2010年的天安号沉没事件后，對朝鮮實施了制裁。這些制裁即5月24日措施包括：
- 禁止朝鲜船只进入韩国领海。[3]
- 暫停除開城工業區以外的两國間貿易。[3]
- 禁止大部分文化交流。[3]

2016年，時任总统朴槿惠下令關閉開城工业区，以報復1月份的核試驗和2月份的火箭试射。
2023年12月2日，韓國将11名参与朝鲜卫星研发、物资调配、弹道导弹研发的个人列入黑名单，禁止韓國與它們进行金融交易。
2024年1月17日，韩国宣佈对涉及朝鲜海上非法能源走私和支持朝鲜核导计划研发相关的2名个人、3家实体和11艘船只实施制裁。

## 日本的制裁
至2016年，日本對朝鮮的制裁包括：
- 禁止匯款，除了被用作人道主義目的和低於10萬日元的匯款。[3]
- 凍結在日本的可疑個人和組織的資產。
- 禁止朝鮮公民進入日本。[3][註 1]
- 延長對進入日本港口的朝鮮船舶的禁令，並將其擴大到包括訪問朝鮮的其他船舶。[3]
- 禁止去過朝鮮的核技術和導彈技術人員進入日本。[24]

## 欧盟的制裁
自2006年以來，歐盟對朝鮮實施了一系列制裁。其中包括：
- 禁運武器和相關材料。[3]
- 禁止向朝鮮出口航空和火箭燃料。
- 禁止与朝鲜政府进行黃金、貴金屬和鑽石的貿易。[3]
- 禁止從朝鮮進口礦物，但對煤炭和鐵礦石實行部分豁免。
- 禁止奢侈品出口。[3]
- 限制對朝鮮貿易的財政支持。[3]
- 限制投資和金融活動。[3]
- 檢查和監測從朝鮮進口和出口的貨物。[3]
- 禁止某些朝鮮人進入歐盟国家。[25]

2017年9月21日，歐盟禁止向朝鮮出口石油和其他投资物项。

## 澳大利亚的制裁
自2017年8月起，澳大利亞對朝鮮實施了一系列制裁。

## 評估
聯合國專家小組的一份報告指出，朝鮮無視制裁，秘密進行武器和礦產交易。
在学术界，约翰·德鲁里（John Delury）將制裁描述為徒勞且適得其反。他認為它們不可能得到執行，不太可能阻止朝鮮的核武器計劃。
另一方面，弗萊徹學院韩国研究教授李晟允和乔舒亚·斯坦顿主張繼續實施制裁。

## 反制措施
据路透社于2024年的报道，据业内人士称，朝鲜生产的假睫毛半成品先被进口到中国，再进行包装，以“中国制造”名义出口至世界各地，从而使其规避国际的经济制裁，成为朝鲜创造外汇收入商品之一，帮助其2023年的出口复苏。朝鲜方面暂没有回应此事；中国外交部只强调属于两国正常贸易往来，认为此举违反制裁没有根据；欧盟同样没有回应情况；日本则没直接评价但会采取“最有效的方法”继续制裁；而制裁专家认为由于没有直接制裁出口发制品，可能并不违反制裁法规。
另外，部分欧美日韩的动画制作公司，在知情或不知情的情况，其动画的制作任务被外包到朝鲜国营动画公司SEK工作室进行制作。

## 扩展阅读
- Chang, Semoon. . McFarland. 2007. ISBN 978-0-7864-5139-5.
- Haggard, Stephan; Noland, Marcus. . Asian Survey. 2010, 50 (3): 539–568. ISSN 0004-4687. doi:10.1525/as.2010.50.3.539.